# Gottfried Bohr
Christian Frederik Gottfried Bohr (även Christian Friederich Gottfried Bohr), född 1773 i Helsingör, död 10 september 1832, var en dansk-norsk naturforskare.
Bohr kom 1790 till Norge som organist i Fredrikshald, flyttade 1797 till Bergen, där han levde resten av sitt liv, och där han en under en följd av år var överlärare vid Katedralskolen och kommunalt anställd astronomisk observator. I samtidens naturvetenskapliga tidskrifter meddelade han astronomiska observationer och geografiska ortbestämningar av värde. En avhandling av honom Om isbræerne i Justedalen og om Lodalskaabe (1820; omtryckt i den norska turistföreningens årsbok 1874) är ett av de äldsta bidragen till den norska fjällvärldens upptäcktshistoria. Bohrs matematiska läroböcker användes i norska skolor även långt efter hans död. Han var en ivrig upplysningsvän och stiftade 1802 Bergens söndagsskola för hantverkare, den första i sitt slag i Norge. Han invaldes som ledamot av Vetenskapsakademien i Stockholm 1824.